# Flabellum angustum
Espèce
Statut CITES
Flabellum angustum est une espèce de coraux appartenant à la famille des Flabellidae.